# Marieta de Veintemilla
Marieta de Veintimilla (1855-1907) là một nữ nhà văn, nhà nữ quyền và chính trị gia người Ecuador. Bà từng là đệ nhất phu nhân của Ecuador trong nhiệm kỳ tổng thống của người chú chưa lập gia đình, tổng thống Ignacio de Veintemilla 1876-1883.
Là đệ nhất phu nhân, bà đã giới thiệu nhiều thay đổi về cách ăn mặc và thái độ xã hội trong vai trò giới tính: bà đã khiến phụ nữ thượng lưu ở Ecuador cởi bỏ trang phục đen mà họ mặc lúc đó và mặc thời trang châu Âu với màu sắc tươi sáng, và bà cũng giải phóng không gian của phụ nữ của phong trào bằng cách cho phép phụ nữ đi bộ trên đường mà không cần có người giám hộ nam làm bảo vệ, sau khi làm gương bằng cách tự mình làm đệ nhất phu nhân, đi bộ trên đường ở nơi công cộng hoặc trong công ty của những người bạn nữ
Năm 1882, chú của bà đã vắng mặt ở thủ đô Quito ở một phần khác của đất nước. Khi cuộc nội chiến nổ ra trong thời gian ông vắng mặt, bà nắm quyền kiểm soát thủ đô, chính phủ và các lực lượng quân sự dưới danh nghĩa văn phòng của chú bà và chỉ huy phòng thủ của Quite khi nó bị phiến quân tấn công vào năm 1883. Bà ấy được gọi là Generalita. Bà là người phụ nữ đầu tiên ở Ecuador có được sức mạnh như vậy. Sau thất bại, bà bị cầm tù. Bà được thả ra vào năm 1884 và bị buộc phải lưu vong.
Sau khi trở về Ecuador vào năm 1898, bà đã trở thành một nhân vật hàng đầu trong phong trào phụ nữ mới thành lập ở Ecuador với tư cách là một nhà văn và bằng cách phát biểu về các vấn đề nữ quyền.